# ديف مالون
ديف مالون (بالإنجليزية: Dave Malone)‏ هو مغني أمريكي، ولد في 29 أغسطس 1952 في نيو أورلينز في الولايات المتحدة.

## وصلات خارجية
- ديف مالون على موقع ميوزك برينز (الإنجليزية)